# Kokomo Murase
Kokomo Murase (Gifu, 7 novembre 2004) è una snowboarder giapponese, vincitrice della medaglia di bronzo olimpica nel big air a Pechino 2022 e di nove medaglie agli X Games.

## Biografia
Originaria di Gifu e attiva in gare FIS dal marzo 2018, Kokomo Murase ha debuttato in Coppa del Mondo il 14 dicembre 2020, giungendo 5ª nello big air di Pechino. Il 20 dicembre successivo ha ottenuto, nella stessa specialità, a Atlanta, il suo primo podio nel massimo circuito, classificandosi al 2º posto nella gara vinta dalla connazionale Reira Iwabuchi. Il 23 9
ottobre 2021 ha ottenuto, in big air a Coira, la sua prima vittoria. Nella stessa stagione di Coppa del Mondo 2021-2022 ha vinto la Coppa generale di freestyle e quella di slopestyle, nonché la medaglia di bronzo nel big air ai Giochi olimpici di Pechino 2022. Nei Campionati Mondiali di Engadina 2025 ha vinto la medaglia d'oro nel big air e quella d'argento nello slopestyle.

## Palmarès

### Olimpiadi
- 1 medaglia:
  - 1 bronzo (big air a Pechino 2022)

### Mondiali
- 2 medaglie:
  - 1 oro (big air a Engadina 2025)
  - 1 argento (slopestyle a Engadina 2025)

### Winter X Games
- 11 medaglie:
  - 4 ori (big air a Fornebu 2018; big air, knuckle huck ad Aspen 2024; knuckle huck ad Aspen 2025)
  - 5 argenti (big air a Fornebu 2019; big air ad Aspen 2020; slopestyle ad Hafjell 2020; slopestyle ad Aspen 2024; slopestyle ad Aspen 2025)
  - 2 bronzi (slopestyle ad Aspen 2020; slopestyle ad Aspen 2023)

### Mondiali juniores
- 2 medaglie:
  - 2 ori (big air, slopestyle a Cardrona 2018)

### Coppa del Mondo
- Vincitrice della Coppa del Mondo generale di freestyle nel 2022 e nel 2024
- Vincitrice della Coppa del Mondo di slopestyle nel 2022 e nel 2024
- 17 podi:
  - 7 vittorie
  - 6 secondi posti
  - 4 terzi posti

#### Coppa del Mondo - vittorie
| Data              | Località        | Paese         | Specialità |
| ----------------- | --------------- | ------------- | ---------- |
| 23 ottobre 2021   | Coira           | Svizzera      | BA         |
| 1º gennaio 2022   | Calgary         | Canada        | SBS        |
| 19 marzo 2022     | Špindlerův Mlýn | Rep. Ceca     | SBS        |
| 21 ottobre 2023   | Coira           | Svizzera      | BA         |
| 15 dicembre 2023  | Copper Mountain | Stati Uniti   | BA         |
| 15 marzo 2024     | Tignes          | Francia       | SBS        |
| 1º settembre 2024 | Cardrona        | Nuova Zelanda | SBS        |

Legenda:

BA = Big air

SBS = Slopestyle